# Campyloptère à queue blanche
Campylopterus ensipennis
Espèce
Statut de conservation UICN

 NT  : Quasi menacé
Statut CITES
Le Campyloptère à queue blanche (Campylopterus ensipennis) est une espèce de colibri présente dans le nord-est du Venezuela et quelques zones de Trinité-et-Tobago. D'après Alan P. Peterson, c'est une espèce monotypique.

## Habitats
Ses habitats sont les forêts tropicales et subtropicales humides de basses et hautes altitudes mais aussi les plantations.

Carte de répartition de l'espèce